# Oligia marina
Oligia marina är en fjärilsart som beskrevs av Augustus Radcliffe Grote 1874. Oligia marina ingår i släktet Oligia och familjen nattflyn. Inga underarter finns listade i Catalogue of Life.